# Arévalo
Arévalo è un comune spagnolo di 8 137 abitanti (2011) situato nella comunità autonoma di Castiglia e León.
Vi crebbe Isabella I di Castiglia.

## Luoghi d'interesse
- Museo de Historia de Arévalo
- Eremo de La Lugareja